# Club Balonmano San José Obrero
El Club Deportivo Balonmano Mahay (más conocido como Club Balonmano San José Obrero) es una entidad deportiva con sede en Arrecife, Lanzarote, dedicada principalmente a la práctica del balonmano. 

## Historia
Los primeros pasos para la creación de un club de balonmano en el barrio de Titerroy de Arrecife, Lanzarote, se dieron a principios del año 1975. Fue entonces cuando Ángel Eloy Perdomo Olivero, Manuel Fuentes Moreno y Rafael Tejera Parrilla acordaron constituir un club deportivo denominado Club Deportivo San José. El objetivo primordial de esta iniciativa era la formación de un equipo de balonmano masculino. Pero no fructificó.
A finales de 1975 se celebró una reunión en el Colegio Benito Méndez Tarajano en el que un grupo de jóvenes del barrio de Santa Coloma, junto con el entonces alcalde de Arrecife, Jaime Morales Texidor, y el profesor José María Espino González, tomaron la decisión de crear formalmente una asociación juvenil: la Asociación Juvenil San José Obrero, cuyo nombre se eligió en honor al santo patrono del barrio de Titerroy, San José Obrero. La asociación contó con la colaboración de la parroquia local, en la persona de D. Francisco González González, quien brindó su apoyo a la recién formada entidad. En 1976 se creó la escuela de balonmano.
En 1982 el equipo juvenil femenino Galerias Rosa San José se proclaman campeonas de España.

### Formalización
No es hasta 1987 cuando se retoma la iniciativa de formalizar el club. El 21 de enero de 1988 queda inscrito oficialmente en el registro de entidades deportivas de Canarias con el nombre Club Deportivo Balonmano Mahay (n.º 583-50/88A), aunque popularmente se mantiene el nombre de Club Balonmano San José Obrero. La junta directiva fundacional del Club Deportivo Balonmano Mahay estuvo compuesta por Manuel Fuentes Moreno como presidente fundador, Ángel Eloy Perdomo como vicepresidente y Rafael Tejera como secretario.

### Escisión del San Ginés
Fue en durante la temporada 1999/00, donde la decisión del presidente de la junta directiva del club de suprimir los equipos femeninos y el segundo equipo masculino provocó la creación paralela del Club Balonmano San Ginés el 11 de mayo de 2000. Este nuevo club retomó la actividad femenina y fundó su propia escuela de balonmano, alcanzando gran relevancia local.

### Reunificación y el Retorno a San José Obrero (2007):
En 2007 los líderes del Club Deportivo Balonmano Mahay llegaron a un acuerdo de colaboración con el Club Balonmano San Ginés lo que acabó desembocando en la reunificación de ambos clubes bajo la denominación popular de San José Obrero (y oficial de Club Deportivo Balonmano Mahay), nombre que poseía una importancia histórica en la comunidad. La nueva junta directiva conjunta en 2007, con D. Juan Carlos Toledo Hernández como presidente y D. David como vicepresidente marcó el retorno oficial al nombre San José Obrero.

### Ascenso (y descenso) a la Liga Guerreras Iberdrola
En 2020 se produce el ascenso del club lanzaroteño a la Liga Guerreras Iberdrola 2020/21 en una temporada dónde coincidió con el Rocasa Gran Canaria ACE, Balonmano Salud Tenerife y el Balonmano Puerto del Carmen, siendo la comunidad canaria la que más clubes aportaba a la máxima división española. Sin embargo sólo pudo estar una temporada en la máxima división.
En 2024 fue galardonado con la Placa al mérito deportivo de la Real Federación Española de Balonmano.

### 50 aniversario
En 2025 se celebran los 50 años de la entidad con un programa de actividades planificado, que incluyó encuentros sociales y culturales, el tradicional torneo de balonmano de 24 horas, eventos de balonmano playa, el torneo San Ginés, un campus de tecnificación, un seminario para entrenadores y un libro con la historia del club.
Además, en la 2024/25, volvió a ascender a División de Honor Élite de nuevo y militará en la 2025/26 en la máxima división española.

## Equipos
En la actualidad el equipo masculino compite en la División de Honor Plata  y el equipo femenino en la División de Honor Oro.

### Equipo femenino
- 02: Lucía Chumillas María
- 03: Keyla Hernández Rodríguez
- 05: Beatriz Diana Masseu
- 06: Esther Gloria de Miguel Cabrera
- 07: Melania Cabrera Curbelo
- 13: Leticia Cobo Ruíz
- 16: Irene Sánchez Rodríguez
- 17: Gema Trujillo Sánchez
- 18: Lorena Montilla Blázquez
- 19: Thalyta Vitoria Cardoso Almeida
- 20: Celia López Garrido
- 26: Thaiz Adrielle Fermo
- 77: Yaiza Alonso Caiño
- 90: Marilia Correia Francisco
- 97: Ana Marín Pérez
- 99: Miriam Páez Corujo

### Cuerpo técnico
- Entrenador: David Betancort Hernández
- Ayudante: Nabila Harchaoiun de Ganzo

## Junta directiva
- 1975: D. Manuel Fuentes Moreno
- 1975-86: Lorenzo Lemaur Santana
- 1986-91: Agapito Julián de León Luzardo
- 1991-94: Lorenzo Lemaur Santana
- 1994-95: Jorge Cabrera Morales
- 1995-98: Lorenzo Lemaur Santana
- 1998-01: Marcial Felipe Brito Corujo
- 2001-05: David Celestino Robayna Reyes
- 2005-07: Israel Gonzalez Cabrera
- 2007-24: Juan Carlos Toledo Hernández
- 2024-: Yomaique Martín Martín

## Cancha
El Club Balonmano San José Obrero juega sus partidos en casa en el Pabellón Municipal de Titerroy, ubicado en Arrecife, Lanzarote.

## Torneo de San Ginés
Bajo el auspicio del club se celebra el Torneo de San Ginés, que en 2024 cumplió su XLVII edición.